# Пешчаник (радио-емисија)
Пешчаник је била радио-емисија истоимене медијско-продукцијске куће. Емисија се емитовала на Радију Б92 од 2. фебруара 2000. до 10. јуна 2011. године. Уредници емисије биле су Светлана Вуковић и Светлана Лукић, која је била и водитељ емисије. Осим на радију, емисија се од 2005. објављивала и у виду књиге Пешчаник ФМ, а има и свој интернет часопис.
Према неким изворима, емисију је слушало између 350.000 и 400.000 слушалаца. Мото Пешчаника је: Ако вам је добро онда ништа.
У јуну 2010. године најављено је да је то била последња сезона радијске емисије. Међутим, у септембру исте године емитовање емисије Пешчаник на Радију Б92 је настављено.

## Форма емисије
Емисија је премијерно емитована на Радију Б92 петком у термину од 9:30, а реемитовали су је Радио 021 из Новог Сада, Радио Сто Плус из Новог Пазара, ОК радио из Врања и Радио Boom93 из Пожаревца. Трајање емисије је 90 минута.
Уводна шпица емисије траје око 5 минута и у њој се чују мисли политичара и мислилаца са простора Србије и бивше Југославије.
Форма емисије се састоји од уводника Светлане Лукић, након чега следи неколико интервјуа и документарних репортажа. Учесници емисије су интелектуалци грађанске оријентације и то социолози, економисти, правници, историчари, адвокати, новинари, писци итд., као и представници појединих група и организација попут геј и уопште ЛГБТ+ популације. „Пешчаник“ се бави политичким темама и дешавањима у Србији, као што су дискриминација, проблеми током транзиције, корупција, лустрација, судство, насиље и људска права.
Неки од учесника у емисији су били: Војин Димитријевић, Биљана Ковачевић-Вучо, Срђа Поповић, Иван Чоловић, Мирко Ђорђевић, Дубравка Стојановић, Весна Пешић, Владимир Глигоров, Мирослав Прокопијевић, Милутин Петровић, Миљенко Дерета, Петар Луковић, Теофил Панчић, Слободан Г. Марковић, Десимир Тошић, Никола Самарџић, Надежда Миленковић, Биљана Србљановић, Србијанка Турајлић, Латинка Перовић, Весна Ракић-Водинелић, Љубиша Рајић, Светлана Слапшак, Ласло Вегел, Павле Рак, Дејан Илић, Милан Вукомановић, Марко Видојковић, Миодраг Зец, Стјепан Месић и други.
На свака три месеца транскрипти емисије се објављују као књига. Књиге се штампају у 26.000 примерака, који се продају по цени прозводње или деле бесплатно на промоцијама, које се организују на трибинама широм Србије. Неке емисије су пренете и на DVD који се дистрибуира на сличан начин.

## Сајт
Од 2008. Пешчаник има и свој сајт на којем објављује прилоге својих сарадника на политичке, друштвене и културне теме. Сајт према неким изворима дневно посећује више од 5.000 људи и према изјави провајдера многи од њих проводе сате на овом сајту. Важнији текстови се преводе на енглески језик, а један шири избор се објављује као посебна публикација под насловом „Алманах“, чији је први број штампан 30. јануара 2009. На сајту Пешчаника могу се видети карикатуре Предрага Кораксића Coraxa.

## Финансије
Пешчаник финансира Норвешка народна помоћ, Шведски Хелсиншки комитет за људска права, Фонд за отворено друштво и друге организације. Током 2012. године Пешчаник је примио суму од 39.000 долара од Националног фонда за демократију (NED) са седиштем у САД.

## Филм о атентату
На промоцији Пешчаника у Београду 14. септембра 2007. године започета је кампања приказивањем трејлера за документарни филм о атентату на Зорана Ђинђића. Филм треба да истражи политичку позадину атентата. Кампања је носила назив „Евро по глави слушаоца“. Специфичност овог филма је да су финансијери филма слушаоци „Пешчаника“.
Мото кампање је: „Ако нећеш ти - ко ће? Ако нећеш сад - кад ћеш?“

## Критика
Према Слободану Антонићу, емисија „Пешчаник“ је националистички обојена и да она као медијско-идеолошки сервис Друге Србије непрестано доказује тезу да је у Србији владајућа идеологија заправо фашистичка. Такође у Антонићевим колумнама често се цитирају изјаве гостију ове емисије, које критикује у сличном контексту.
Мирјана Бобић Мојсиловић овој емисији даје „позицију свете краве“, заслужену неким неписаним правилом које је „изнад сваке медијске несавршености“, наводећи да директна оптужба Бориса Тадића да је лично одговоран за ометање ове емисије указује да, према мишљењу „гласноговорника“, такве потезе може да изведе само неко ко има „довољну моћ“. Између осталог, Бобић-Мојсиловић замера „парадоксално“ размишљање о слободи медија, јер како наводи, само док су „они“ слободни, то је критеријум да је стање добро.
Према писању Маринка Вучинића на сајту Бранка Драгаша, „Пешчаник“ говори острашћено и са мржњом и отворен је за расправу само уколико „папагајски понављате њихове ставове о тмурној, нецивилизованој и идеолошки затуцаној Србији“.
Радио Слободна Европа наводи да програм Пешчаника заговара реформске и проевропске идеје и да напади на овај медиј не изненађују. Према писању Међународне фондације за људска права са седиштем у Даблину, циљ ове емисије је промовисање људских права.

Према писању Жељка Цвијановића, Пешчаник је емисија коју одобрава политичка партија ЛДП. Теофил Панчић, колумниста НИН-а указује да је ова емисија „најревноснији критичар самог врха ЛДП“, мада су текстови на сајту поменуте странке не само похвални, већ се и изједначава емисија са циљевима странке, али и оштро критикују неистомишљеници. Балкан магазин преноси изјаву Светлане Лукић од 8.12.2006, која гласи: 
Осамдесет одсто људи који ће гласати за Чедомира Јовановића обезбедио је 'Пешчаник'. И мислим да је један од разлога, и питам се да ли је то у реду, због којих ће тих 80% слушалаца 'Пешчаника' гласати за Чедомира Јовановића чињеница да он није био иза овог микрофона и да га нисмо питали неке ствари, него смо их прећутали.
 Теофил Панчић за „Дневни културни инфо“ указује да је „Пешчаник“ једнако занимљив и десничарима и конзервативцима јер тако сазнају мишљења друге стране. Према његовим речима, ова емисија је позната по томе што допушта изразито анационалне и либералне ставове.

## Напади на Пешчаник
У јануару 2009. године непозната лица демолирала су аутомобил Светлане Лукић на паркингу испред зграде Б92 у Београду. Неколико дана касније оборена је интенрет страница Пешчаника.
Пешчаникове трибине, промоције и гостовања су више пута физички ометали припадници разних десничарских удружења. У фебруару 2008. припадници Отачаственог покрета Образ су упали на промоцију књиге из радио-емисије „Пешчаник“ у Футогу, узвикујући пароле против Јевреја, хомосексуалаца и организатора промоције. Припадници Удружења грађана Наши спречили су снимање емисије у Аранађеловцу, и тако даље. Према неким изворима, сајт Пешчаника је такође био мета хакера, што је наишло на осуду неких политичких партија, попут Г17 плус и Социјалдемократске уније. Нападе на Пешчаник су пропратили и неки инострани медији.

## Награде
Београдски центар за људска права доделио је Награду „Константин Обрадовић за унапређење културе људских права ауторкама Пешчаника за2001. годину.
Градоначелник Београда Ненад Богдановић је 19. априла 2006. уручио Награду града Београда ауторкама емисије Светлани Лукић и Светлани Вуковић.
Емисија Пешчаник је 9. маја 2006. добила и награду Репортера без граница Аустрије. Емисију је номиновала Моника Наглер-Витгенштајн, председница огранизације „Песници у затвору“ из Стокхолма и чланица међународног жирија награде за слободу штампе „Прес Фридом“ (Press Freedom).